# キェゲグワ県
キェゲグワ県(キェゲグワけん、英語：Kyegegwa District)はウガンダの西部地域中部のトロ地方東部の県。
県都はキェゲグワ。
2014年の人口は27万7379人。

## 地理
- 北：キバレ県
- 東：ムベンデ県
- 南：キルフラ県
- 南西：カムウェンゲ県
- 北西：キエンジョジョ県

キェゲグワは、トロ地方の中心都市のフォート・ポータルの約110km東、

首都カンパラの約160km西に位置する。
都市化率は7%。

## 歴史
2009年7月1日、キエンジョジョ県の東部を割いて新設された。